# Tabea Zimmermann
Pour les articles homonymes, voir Zimmermann.
Tabea Zimmermann, née le 8 octobre 1966 à Lahr/Schwarzwald (Allemagne), est une altiste et enseignante allemande. Passionnée par la musique de chambre où son instrument a une place « discrètement centrale », elle a inspiré également des créations contemporaines et a contribué à étendre le répertoire d’œuvres disponibles.

## Biographie
Elle reçoit ses premiers cours d'alto à l'âge de trois ans. À l'âge de treize ans, elle étudie l'alto auprès d'Ulrich Koch au conservatoire de Fribourg-en-Brisgau avant d'effectuer des stages avec Sándor Végh au Mozarteum de Salzbourg. Elle obtient les premiers prix aux concours internationaux de Genève (1982), de Budapest (1984), et au concours Maurice Vieux à Paris (1983), où elle est récompensée par un prix spécial, un alto d'Étienne Vatelot (1980) sur lequel elle effectue par la suite ses concerts dans le monde entier. Soliste, elle s'est produite avec l'Orchestre du Gewandhaus de Leipzig, l'Orchestre philharmonique de Berlin, l'Orchestre philharmonique de la BBC et l'Orchestre de la Suisse romande, sous la direction de Kurt Masur, Bernard Haitink, Christoph Eschenbach, Nikolaus Harnoncourt, etc. Elle est l'épouse du chef d'orchestre David Shallon (décédé en 2000), dont elle a deux fils, puis du chef d'orchestre Steven Sloane. De ce second mariage est issue une fille.
Tabea Zimmermann est une interprète fidèle de musique de chambre. « La place discrètement centrale que l'alto occupe dans la musique de chambre me correspond totalement », affirme-t-elle. Elle s'est notamment produite avec Gidon Kremer (violoniste), Heinz Holliger (compositeur et hautboïste), Hartmut Höll (pianiste), Steven Isserlis (violoncelliste), Pamela Frank (violoniste) lors de nombreux festivals. Elle consacre aussi une part importante de sa carrière de chambriste au Quatuor Arcanto, un ensemble où elle est associée aux violonistes Antje Weithaas et Daniel Sepec, et au violoncelliste Jean-Guihen Queyras.
Elle se consacre également à la musique contemporaine. Elle a notamment créé la Sonate pour alto solo de György Ligeti, une œuvre de 1994 dont elle est la dédicataire, ainsi que des œuvres de Heinz Holliger, Sally Beamish, Wolfgang Rihm, Georges Lentz, György Kurtág, Bruno Mantovani. 
Tabea Zimmermann a été de 1994 à 2004 professeur au Conservatoire de Francfort et a accepté ensuite un poste de professeur d'alto et de musique de chambre à l'Académie de musique Hanns Eisler à Berlin. Son œuvre artistique a été en outre récompensée par de nombreux prix (prix de musique de Francfort, prix international de l'Académie Chigiana de Sienne, prix de la culture de la Hesse).

## Discographie
- Hector Berlioz, Harold en Italie, Tabea Zimmerman, alto, Les Siècles, conducted by François Xavier Roth. CD Erato Warner classics 2022.

### Articles de journaux
Classement par date de parution.
- J. L., « Concours Maurice-Vieux : La vocation de l'alto », Le Monde,‎ 23 mars 1983 (lire en ligne).
- Marie-Aude Roux, « Le corps à corps passionné de Tabea Zimmermann avec son alto », Le Monde,‎ 26 septembre 1999 (lire en ligne).
- Marie-Aude Roux, « Tabea Zimmermann », Le Monde,‎ 11 juillet 2009 (lire en ligne).

### Sources sur le Web
- (de) « Tabea Zimmermann », sur mugi.hfmt-hamburg.de.